# Спутник чиновника
«Спутник чиновника» — журнал для чиновничества, издававшийся в Киеве в 1911—1914 годах. С 1913 г. выходил с подзаголовком «Товарищеский журнал чиновников всех ведомств». Последние семь номеров (№ 7–13 за 1914 год) были изданы в Санкт-Петербурге.

## История

### Предшественники и предпосылки
В 1910 году начал издаваться ежемесячный иллюстрированный журнал "Кружок". Создатели нового журнала, небольшая группа киевских чиновников, предполагали сделать его развлекательно-познавательным, не затрагивающим злободневных тем. Он должен был оставаться в стороне и от политики. Концепция журнала была решительно пересмотрена уже при подготовке первого номера. В целом не отступая от идей, заявленных в рекламных объявлениях и вступительной статье, коллектив «Кружка» всё-таки счёл необходимым обратиться к коллегам, чиновникам и канцеляристам, с предложениями по улучшению условий службы и быта. Авторы издания полагали, что чиновникам следует рассматривать стоящие перед ними социальные и экономические трудности как проблемы корпорации, сообщества государственных служащих, а не как проблемы частного лица. Им необходимо изменить мировоззрение, переосмыслить свои собственные взгляды на сущность бюрократии. Наиболее понятный путь к этому — теснейшая консолидация российских чиновников, вплоть до создания общегосударственного профессионального союза. Следовательно, требуется профессиональный периодический орган, вокруг которого будет осуществляться консолидация российской бюрократии, и усилиями которого будет улучшаться общественное мнение о государственных служащих. Всего через два месяца, попутно выпустив второй — и последний — номер «Кружка», те же авторы начали издавать журнал «Спутник чиновника».

### Редактор
Редактором и издателем «Спутника чиновника» стал Алексей Иванович Мирецкий. Он был опытным чиновником с достаточно успешной карьерой. В 1908 году он занимал должность заведующего делопроизводством Киевского губернского Распорядительного комитета . Супруга А. И. Мирецкого, А.М. Мирецкая, возглавляла коллектив журнала во время многочисленных арестов мужа, связанных с его редакторской деятельностью. Жалование А. И. Мирецкого обеспечивало безбедное существование его семье. Ещё до начала работы над «Кружком» — Алексей Иванович возглавлял и его — А. И. Мирецкий написал несколько книг, посвящённых вопросам делопроизводства.

### Отношения с властями
Журнал часто вызывал гнев киевской администрации, и вице-губернатор то распоряжался провести в помещениях редакции обыск, то грозил увольнениями сотрудникам. Обыски ни к чему не приводили. Самой эффективной мерой воздействия на журнал были аресты редактора с заменой штрафом, которые вице-губернатор налагал с завидной регулярностью. У редакции никогда не хватало денег на их уплату. В результате А.И. Мирецкий за всё время существования «Спутника чиновника» суммарно провёл в заключении 135 дней. Журнал, посвящённый нуждам государственных служащих, призванный поднять авторитет бюрократии в обществе, воспринимался властями как оппозиционный! Читательская аудитория достаточно чутко реагировала на финансовые трудности, с которыми сталкивалось издание. Так после публикации объявления о декабрьском аресте А. И. Мирецкого, на усиление средств редакции в течение десяти дней поступило 888 рублей 68 копеек. Всего за три года существования журнала на его счёт поступило пожертвований на сумму 3868 рублей 78 копеек.

### Закрытие журнала
В последний год своего существования киевский журнал А. И. Мирецкого переживал кризис. Он терял подписчиков, редактор больше времени проводил под арестом, чем в редакции. Нападки конкурентов стали особенно сильными, и «Спутник чиновника» полностью погрузился в полемику с ними. Наконец, во многих учреждениях просто начали запрещать выписывать «Спутник чиновника». Авторы даже иронизировали: «Пожалуй, придётся завести постоянную рубрику запрещений на выписку нашего журнала». Наконец, редакция делает отчаянный шаг и переезжает в Петербург, подальше от репрессий местных киевских властей и поближе к центру чиновничьей жизни. Номер 7 за 1914 вышел уже в Санкт-Петербурге. Коллектив очевидно нуждался в деньгах, часто менял издательства. В июле 1914 года А.И. Мирецкий тяжело заболел, так что не мог даже посещать контору журнала на Ораниенбаумской улице. В «Почтовом ящике» появилась заметка: «За время болезни А. И. Мирецкого накопилось очень много неисполненных писем товарищей». Этот номер стал последним в истории журнала.

## Структура и деятельность издания
«Спутник чиновника» вёл активную коммерческую деятельность. За три года существования на его страницах и обложке было напечатано 596 рекламных объявлений.
Литературный отдел присутствовал не всегда. Он отсутствует в 26 номерах. Всего опубликовано 104 отдельных произведения. Они разделены самими авторами на два жанра: стих и рассказ. Рассказов — 75. Стихов — 29. Объём произведений разнообразен. Больше половины из них занимают от 0,5 до 2 колонок. Менее половины колонки занимают всего 6 произведений. Более половины колонки — остальные 44. В основном публиковались произведения читателей журнала, предпочтение в целом отдавалось авторам-чиновникам; так были опубликованы рассказы популярного в конце XIX в. писателя-юмориста И.С. Генслера.
Журнал богато иллюстрирован. На 86 выпусков журнала приходится 141 иллюстрация. Среди них 39 карикатур, причём некоторые становились поводом для наложения штрафа на редакцию. Был и постоянный карикатурист, скрывавшийся под псевдонимом «Макс». Основную массу иллюстраций составляли фотографии, причём как заимствованные, так и собственные. Например, сотрудником редакции была сделана фотография «Похороны П. А. Столыпина: Опускание гроба в могилу». Кроме того, опубликованы уникальные снимки, вроде фотографий старшин киевского клуба чиновников, организованного по инициативе журнала, или интерьеров самой редакции. Всего в журнале 101 фотография.

## Оценки текстов журнала
Проведенный анализ номеров показывает, что на страницах журнала формируется достаточно негативный образ начальства и нейтральный образ правительства. Чиновник обычно предстаёт в положительном образе или в положении «обиженного и оскорбленного», которому следует бороться за лучшую жизнь. Так, по № 1 за 1912 г. можно даже полагать, что в России служит голодающее чиновничество. Журнал как правило встаёт на защиту чиновника и оправдывает совершенные им отрицательные поступки как вынужденные. 
В журнале перепечатывались правительственные распоряжения, помещались научные статьи о чиновничестве, хроника их повседневной жизни. В 1912— 1913 гг. журнал провел массовый опрос чиновников страны об условиях их жизни, желаниях и их понимании путей реформирования административного дела. Полученные ответы были обобщены в серии публикаций, вызвавших большой общественный резонанс, и по запросу переданы в Государственную Думу. В дальнейшем, ссылки на результаты опроса использовались депутатами Думы при подготовке реформ. Сам журнал способствовал зарождению самодеятельности и гражданского правосознания рядового чиновничества, и как раз на фоне растущих опасений властей издание было разгромлено. 